# Vlkanov (Plzeň)
Vlkanov é uma comuna checa localizada na região de Plzeň, distrito de Domažlice.